# Pedagogia critica

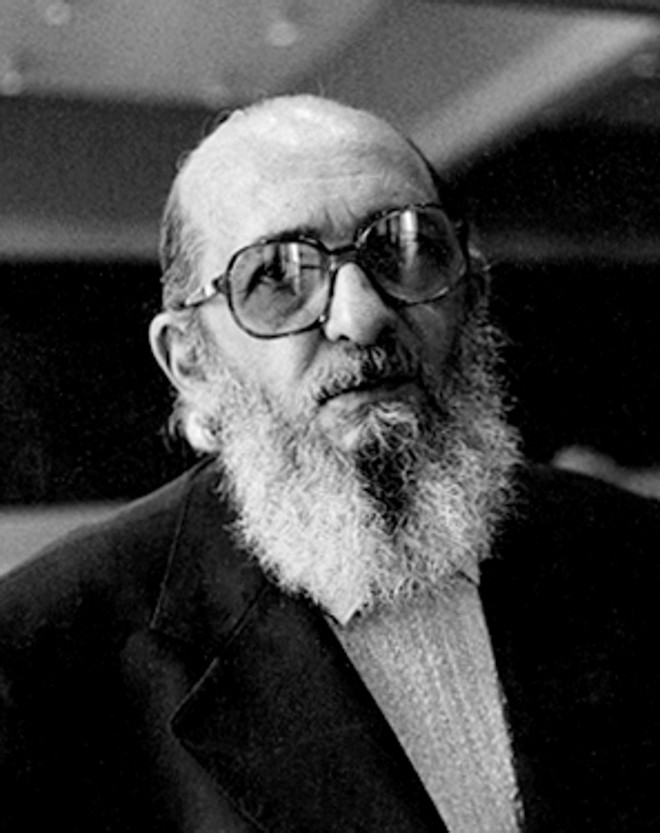
Paulo Freire nel 1977. Filosofo ed educatore brasiliano, è considerato tra i maggiori ispiratori della pedagogia critica.

La pedagogia critica è un approccio educativo e una corrente filosofica e pedagogica la quale applica i principi della teoria critica all'educazione e allo studio della cultura. Essa considera l'istruzione non solo come un processo di trasmissione di conoscenze, ma anche come un atto politico e sociale che può contribuire all'emancipazione individuale e collettiva.
L'apprendimento, secondo questa prospettiva, non è neutrale, ma è sempre inserito in un contesto storico, sociale ed economico che ne determina i significati e gli effetti. Per questo motivo, la pedagogia critica si interroga sul ruolo delle istituzioni educative nella riproduzione o nel contrasto delle disuguaglianze sociali, proponendo un modello di insegnamento che sviluppi la consapevolezza critica degli studenti e la loro capacità di trasformare la realtà.
Il concetto è stato sviluppato principalmente dal pedagogista brasiliano Paulo Freire, il quale ha introdotto il termine conscientização (presa di coscienza critica, in italiano tradotto comunemente come coscientizzazione) per descrivere il processo attraverso cui gli individui acquisiscono una comprensione più profonda delle strutture di potere che modellano la società e della loro capacità di intervenire su di esse. Nel suo libro Pedagogia degli oppressi (1968), Freire sostiene che l’educazione debba essere un processo dialogico e partecipativo, in cui insegnanti e studenti collaborano nella costruzione della conoscenza. Questo si contrappone alla cosiddetta educazione bancaria, in cui il sapere viene depositato unilateralmente dall’insegnante agli studenti, senza stimolare il pensiero critico o il coinvolgimento attivo degli apprendenti.

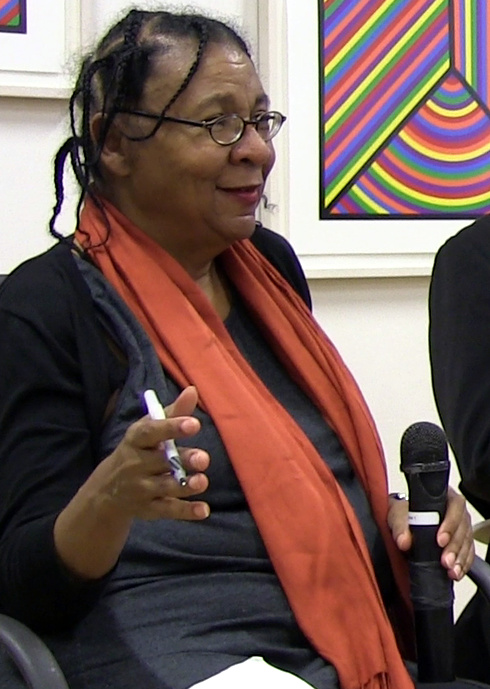
bell hooks nel 2014. Scrittrice, teorica femminista ed educatrice statunitense, è stata una figura di rilievo nella pedagogia critica per il suo approccio intersezionale che unisce educazione, femminismo e giustizia sociale.

La pedagogia critica si è diffusa a livello internazionale, influenzando numerose pratiche educative e integrandosi con altri movimenti e teorie, tra cui il marxismo, il femminismo, il postcolonialismo e la teoria queer. L’influenza della Scuola di Francoforte, in particolare attraverso autori come Herbert Marcuse e Jürgen Habermas, ha contribuito alla base teorica della pedagogia critica, mettendo in discussione le strutture di potere e il ruolo dell’educazione nella riproduzione delle gerarchie sociali. Inoltre, il contributo di studiosi come W.E.B. Du Bois e Carter G. Woodson ha permesso di sviluppare un pensiero pedagogico critico legato all’educazione delle minoranze etniche e alle ineguaglianze su base razziale.
La pedagogia queer ha fornito un'importante espansione della pedagogia critica, sottolineando come i processi educativi siano influenzati da costruzioni culturali legate al genere e alla sessualità. Autori come Deborah Britzman e Kevin Kumashiro hanno esplorato come la scuola possa essere un luogo sia di imposizione di norme eteronormative sia di resistenza e decostruzione delle stesse. In questo senso, la teoria queer applicata all’educazione si collega alla pedagogia critica nella misura in cui mira a destabilizzare le narrazioni dominanti e a promuovere un apprendimento che riconosca la molteplicità delle identità e delle esperienze umane.
Oltre all’ambito scolastico, la pedagogia critica è stata adottata in diversi contesti educativi, tra cui l'educazione degli adulti, la formazione politica e l'educazione popolare, con l'obiettivo di contrastare le disuguaglianze e promuovere la giustizia sociale. Le metodologie derivate dalla pedagogia critica vengono utilizzate in programmi di alfabetizzazione per adulti, in contesti di educazione popolare e in movimenti sociali, dove l’educazione diventa uno strumento di emancipazione. In questo contesto, la pratica educativa viene vista come un mezzo per sviluppare una coscienza critica che consenta ai soggetti di analizzare e trasformare le condizioni materiali della propria esistenza.
Studiosi come Henry Giroux, Peter McLaren, bell hooks, Antonia Darder e Joe L. Kincheloe hanno contribuito all'evoluzione della disciplina, ampliandone il campo di applicazione e integrandola con nuove prospettive teoriche Ad esempio, bell hooks ha sviluppato il concetto di engaged pedagogy, sottolineando l'importanza di un'educazione che coinvolga attivamente l'insegnante e lo studente in un processo trasformativo. McLaren, invece, ha enfatizzato il ruolo della pedagogia critica nella lotta contro il neoliberismo e la mercificazione dell'istruzione.

## In Italia

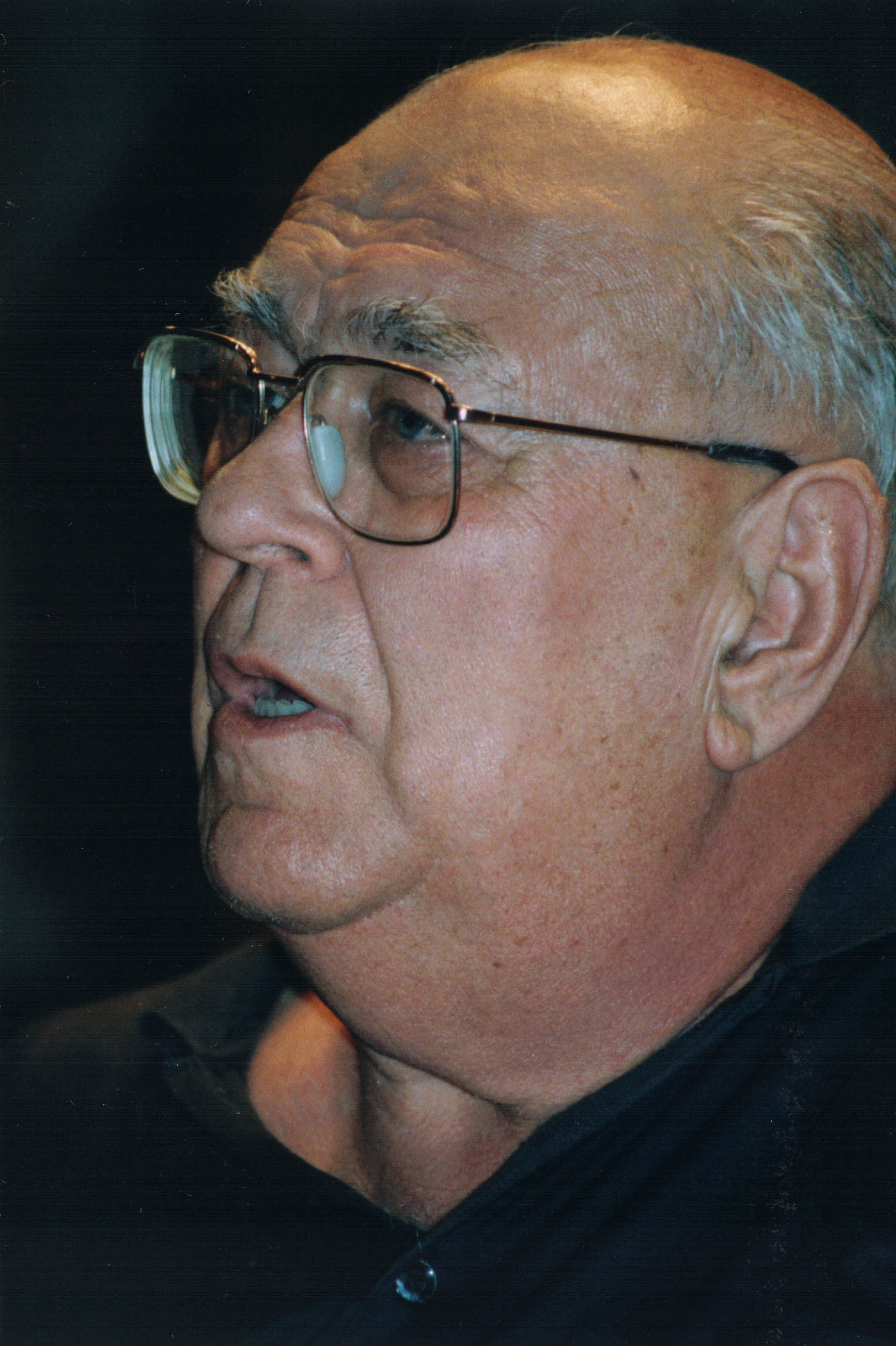
Danilo Dolci nel 1992. Sociologo, educatore e attivista italiano, è noto per il suo metodo maieutico e il suo contributo alla pedagogia critica in Italia, promuovendo l'educazione come strumento di trasformazione sociale.

La pedagogia critica ha avuto una ricezione significativa in Italia, sebbene il suo sviluppo abbia seguito percorsi differenti rispetto al contesto nordamericano e latinoamericano. A partire dagli anni '70, con la diffusione del pensiero di Paulo Freire, il dibattito pedagogico italiano ha iniziato a integrare le istanze dell’educazione emancipativa e della lotta alle disuguaglianze sociali. Le traduzioni di Pedagogia degli oppressi e L’educazione come pratica della libertà hanno fornito un’importante base teorica per molti studiosi e pratiche educative sperimentali.
Negli anni successivi, la pedagogia critica è stata influenzata dal pensiero di autori italiani come Franco Frabboni, Umberto Margiotta e Giuseppe Flores d’Arcais, che hanno contribuito a contestualizzarne i principi all’interno del dibattito educativo nazionale. In particolare, le scuole di pensiero legate alla pedagogia democratica e alla pedagogia sociale hanno trovato punti di contatto con l’approccio critico, promuovendo modelli educativi basati sulla partecipazione, sul dialogo e sulla lotta alle ingiustizie culturali ed economiche.
Sul piano delle pratiche educative, la pedagogia critica si è manifestata in Italia in esperienze come le scuole popolari, i movimenti di educazione degli adulti e i progetti di alfabetizzazione per migranti e lavoratori, in linea con il modello freiriano di educazione problematizzante. Inoltre, si sono sviluppate sperimentazioni didattiche che hanno cercato di contrastare il modello trasmissivo dell’insegnamento, come il lavoro di Danilo Dolci in Sicilia, ispirato all’educazione dialogica e cooperativa, e le esperienze delle scuole libertarie.
Nel contesto accademico contemporaneo, la pedagogia critica in Italia continua a essere un riferimento importante per lo studio delle disuguaglianze educative e delle dinamiche di esclusione scolastica. Numerosi studi e progetti di ricerca si concentrano oggi sull’educazione interculturale, sulla decostruzione dei saperi dominanti e sulle pratiche didattiche antiautoritarie, con un’attenzione particolare ai temi della marginalità sociale e dei diritti umani nell’istruzione.